# 難波喜造
難波 喜造（なんば きぞう、1924年11月30日 - 2005年10月14日）は、日本の教育学者、国文学者。元神戸大学、早稲田大学教授で日本文学協会創立メンバー。専門は国語教育学。

## 人物
大阪府出身。天王寺中学校（現天王寺高校）卒業後、高知高等学校（現高知大学）理学部に入学し、文学部に編入・卒業した。卒業後、東京帝国大学（現東京大学）文学部に入学・卒業し、同大学院に進学・満期退学後は都立高校国語科教諭として、東京都立赤城台高等学校、東京都立大学附属高等学校へ赴任した
その後、奈良教育大学助教授・同教授を務め、教授時には奈良教育大学附属小学校長を併任した。神戸大学教育学部教授、佛教大学文学部教授を歴任後、早稲田大学大学院客員教授となり国語教育学を講じた。
2005年10月14日、肺炎のため死去。

## 著書
- 『日本文学の伝統と創造』（日本文学協会編、岩波書店、1953年）
- 『国語科教育法演習』（編著、紅野敏郎・中村格、秀英出版、1972年）
- 『百人一首』（単著、文研出版、1973年）
- 『万葉集（1）』（日本文学研究資料刊行会編、有精堂出版、1969年）
- 『日本文学講座（8）』（日本文学協会編、大修館書店、1987年）
- 『日本文学講座（12）』（日本文学協会編、大修館書店、1988年）